# أوريل تيكليانو
أوريل تيكليانو (بالرومانية: Aurel Țicleanu)‏</ref> ، من مواليد 20 يناير 1959 ، لاعب كرة قدم روماني سابق.
لعب مع منتخب رومانيا لكرة القدم.

## روابط خارجية
- أوريل تيكليانو على موقع قاعدة بيانات كرة القدم.إي يو (الإنجليزية)
- أوريل تيكليانو على موقع ناشيونال فوتبول تيمز (الإنجليزية)
- أوريل تيكليانو على موقع عالم كرة القدم.نت (الإنجليزية)